# Konjakszivacs
A konjakszivacs  a konjak, más néven leopárdkontyvirág gumójából készült szivacsszerű termék.

## Elterjedése
A konjakburgonya gumóját az indokínai térségben, főként Japánban, Kínában és Koreában kb. 1500 éve fogyasztják, használják gyógyászati, szépészeti célokra, valamint az érzékeny bőr ápolására. Az eredeti, kézzel készített, rendszeresen tesztelt szivacsok egyre népszerűbbek Európa különböző országaiban is, de az olcsó, gyári körülmények között előállított hamisítványok piaca is növekszik.

## Megjelenése
Az eredeti konjakszivacs fehér színű, de létezik zöld, rózsaszín és vörös agyagos, valamint bambusz szenes változata is. Szárazon kemény, vízzel érintkezve felpuhul. 100%-ban növényi rostokból áll, 97%-ban víz alkotja, gazdag vitaminokban, ásványi anyagokban és antioxidánsokban, pH-semleges, alacsony a kalóriatartalma, vegyi anyagoktól és szennyeződésektől mentes, 100%-ban biológiailag lebomló, komposztálható.

## Használata
A szivacs rendkívül tápláló; leginkább a bőr méregtelenítésére, mélytisztítására, hámlasztására használják. Használat előtt a kemény konjakszivacsot langyos vízben kell átöblíteni, a felesleges vizet finom mozdulattal kinyomni, majd gyengéd, körkörös mozdulatokkal átmasszírozni vele a bőrt. Magában, tiszta vízzel is hatékony, de arctisztító szerekkel együtt is használható. A konjakszivacs optimális körülmények között 1-3 hónapig használható, ezt követően cserélni kell. Használat után ki kell öblíteni, megszárítani, és hűtőben vagy jól szellőző helyiségben, felakasztva tárolni.